# Perupus Blambangan
Perupus Blambangan is een bestuurslaag in het regentschap Ogan Komering Ulu Selatan van de provincie Zuid-Sumatra, Indonesië. Perupus Blambangan telt 491 inwoners (volkstelling 2010).